# Axone géant
L'axone géant est une fibre nerveuse de très grande taille, (jusqu'à 1 mm de diamètre, généralement autour de 0,5 mm) qui contrôle une partie du système de propulsion par jet d'eau chez le calmar. Il a été découvert par le zoologiste anglais et neurophysiologiste John Zachary Young en 1936. Les calmars utilisent principalement ce système pour exécuter des mouvements brefs mais très rapides dans l'eau.
Bien que l'axone de calmar possède un grand diamètre, il n'est pas myélinisé, ce qui diminue le potentiel de vitesse de conduction de manière substantielle. La vitesse de conduction d'un axone de 0,5 mm d'un calmar est d'environ 25 m/s. Au cours d'un potentiel d'action typique dans l'axone géant seiche, un afflux de 3,7 pmol/cm2 (mole par centimètre carré) de sodium est compensée par un efflux ultérieur de 4,3 pmol/cm2 de potassium.